# Avenida Pedro Álvares Cabral
A Avenida Pedro Álvares Cabral é uma das principais avenidas da cidade de Belém, servindo como importante via de entrada e saída da cidade, que começa no Complexo Viário do Entroncamento e termina na Avenida Visconde de Souza Franco. Já foi chamada de "Rua do Trilho" no passado, seu atual nome é uma justa homenagem ao navegador português, cujo, leva o título de descobridor do Brasil.
Nesta se encontram alguns pontos importantes como o shopping It Center, o Centro de Entrega e Encomendas da Marambaia, o Parque Regional de Manutenção da 8ª Região Militar, o Ministério da Defesa Exército Brasileiro Comando Militar do Norte, A Comissão de Aeroportos da Região Amazônica, A Prefeitura da Aeronáutica de Belém, O Comando Geral do Corpo de Bombeiros Militar do Pará, O Comando da Guarda Municipal de Belém, além de ser uma das vias de entrada para o complexo Ver-o-Rio. 
Até aproximadamente um trecho de 3,4 km, a partir do Complexo Viário do Entroncamento, a avenida possui duas pistas com três faixas cada e uma faixa de ciclovia, após o elevado Daniel Berg, a avenida tem um trecho de 3 km com pista única contendo quatro faixas e a faixa de ciclovia. A avenida continua em um trecho de 1,7 km, com duas pistas com três faixas cada. 

## Características
A avenida é conhecida por cruzar diversos bairros de Belém, desde periféricos aos mais nobres, pela grande quantidade de linhas de ônibus e por possuir muitas farmácias, agências bancárias, postos, concessionárias, restaurantes, comércios e outros serviços. É usada principalmente como entrada e saída para o centro da cidade.

## Transporte Publico
| Código da linha | Nome da Linha                                           | Operador                   |                                          |                            |                                           |                            |                                      |
| --------------- | ------------------------------------------------------- | -------------------------- | ---------------------------------------- | -------------------------- | ----------------------------------------- | -------------------------- | ------------------------------------ |
| 548             | Marambaia - Ver-O-Peso                                  | Viação Forte               |                                          |                            |                                           |                            |                                      |
| 754             | Jardim Sideral - Ver-o-Peso                             | Viação Forte               | Viação Forte                             |                            |                                           |                            |                                      |
| 906             | Guajará - Ver-O-Peso (Via Una)                          | Viação Forte               | Viação Forte                             | Viação Forte               |                                           |                            |                                      |
| 911             | Icuí - Ver-O-Peso (Via Una)                             | Viação Forte               | Viação Forte                             | Viação Forte               | Viação Forte                              |                            |                                      |
| 964             | Jaderlândia - Ver-o-Peso                                | Viação Forte               | Viação Forte                             | Viação Forte               | Viação Forte                              | Viação Forte               |                                      |
| 984             | 40 Horas - Pres. Vargas                                 | Viação Forte               | Viação Forte                             | Viação Forte               | Viação Forte                              | Viação Forte               | Viação Forte                         |
| 546             | Sacramenta - Nazaré (Via P.A. Cabral)                   | Belém Rio                  | Viação Forte                             | Viação Forte               | Viação Forte                              | Viação Forte               | Viação Forte                         |
| 549             | Djalma Dutra                                            | Belém Rio                  | Belém Rio                                | Viação Forte               | Viação Forte                              | Viação Forte               | Viação Forte                         |
| 785             | Tenoné - Ver-O-Peso (Centenário) 5ª Linha / Laranjeiras | Belém Rio                  | Belém Rio                                | Belém Rio                  | Viação Forte                              | Viação Forte               | Viação Forte                         |
| 795             | Cabanagem - Pres. Vargas                                | Belém Rio                  | Belém Rio                                | Belém Rio                  | Belém Rio                                 | Viação Forte               | Viação Forte                         |
| 871             | Icoaraci - Ver-O-Peso (Cohab)                           | Belém Rio                  | Belém Rio                                | Belém Rio                  | Belém Rio                                 | Belém Rio                  | Viação Forte                         |
| 889             | Icoaraci - Centro (Via Centenário)                      | Belém Rio                  | Belém Rio                                | Belém Rio                  | Belém Rio                                 | Belém Rio                  | Belém Rio/Transportes Nova Marambaia |
| 756             | Jardim Europa - Ver-o-Peso                              | Vialoc                     | Belém Rio                                | Belém Rio                  | Belém Rio                                 | Belém Rio                  | Belém Rio/Transportes Nova Marambaia |
| 757             | Jardim Europa - Pres. Vargas                            | Vialoc                     | Vialoc                                   | Belém Rio                  | Belém Rio                                 | Belém Rio                  | Belém Rio/Transportes Nova Marambaia |
| 917             | Distrito Industrial - Ver-o-Peso                        | Vialoc                     | Vialoc                                   | Vialoc                     | Belém Rio                                 | Belém Rio                  | Belém Rio/Transportes Nova Marambaia |
| 920             | Curuçambá - Ver-O-Peso                                  | Vialoc                     | Vialoc                                   | Vialoc                     | Vialoc                                    | Belém Rio                  | Belém Rio/Transportes Nova Marambaia |
| 642             | Marex - Centro (Via Benguí)                             | Vialoc                     | Vialoc                                   | Vialoc                     | Vialoc                                    | Transportes Nova Marambaia | Belém Rio/Transportes Nova Marambaia |
| 663             | Bengui - Felipe Patroni                                 | Vialoc                     | Vialoc                                   | Vialoc                     | Vialoc                                    | Transportes Nova Marambaia | Transportes Nova Marambaia           |
| 664             | Bengui - Ver-o-Peso                                     | Transportes Nova Marambaia | Vialoc                                   | Vialoc                     | Vialoc                                    | Transportes Nova Marambaia | Transportes Nova Marambaia           |
| 666             | Canarinho - Pres. Vargas                                | Transportes Nova Marambaia | Transportes Nova Marambaia               | Vialoc                     | Vialoc                                    | Transportes Nova Marambaia | Transportes Nova Marambaia           |
| 869             | Tapanã - Pres. Vargas                                   | Transportes Nova Marambaia | Transportes Nova Marambaia               | Transportes Nova Marambaia | Vialoc                                    | Transportes Nova Marambaia | Transportes Nova Marambaia           |
| 860             | Tapanã - UFPA                                           | Transportes Nova Marambaia | Transportes Nova Marambaia               | Transportes Nova Marambaia | Transportes Nova Marambaia/Viação Guajará | Transportes Nova Marambaia | Transportes Nova Marambaia           |
| 631             | Marex - Ver-O-Peso                                      | Transportes Nova Marambaia | Transportes Nova Marambaia               | Transportes Nova Marambaia | Viação Rio Guamá                          |                            | Transportes Nova Marambaia           |
| 636             | Marex - Pres. Vargas                                    | Transportes Nova Marambaia | Transportes Nova Marambaia               | Transportes Nova Marambaia | Viação Rio Guamá                          | Viação Rio Guamá           |                                      |
| 918             | Marituba - Ver-O-Peso (Beija Flor)                      | Autoviária Paraense        | Transportes Nova Marambaia               | Transportes Nova Marambaia |                                           | Viação Rio Guamá           |                                      |
| 924             | Almir Gabriel - Pres. Vargas                            | Autoviária Paraense        | Autoviária Paraense                      | Transportes Nova Marambaia |                                           |                            |                                      |
| 939             | Marituba - Ver-O-Peso (Mário Couto)                     | Autoviária Paraense        | Autoviária Paraense                      | Autoviária Paraense        |                                           |                            |                                      |
| 941             | Marituba - Ver-O-Peso (Alça Viária)                     | Autoviária Paraense        | Autoviária Paraense                      | Autoviária Paraense        | Autoviária Paraense                       |                            |                                      |
| 227             | Sacramenta - Humaitá                                    | Viação Monte Cristo        | Autoviária Paraense                      | Autoviária Paraense        | Autoviária Paraense                       |                            |                                      |
| 634             | Marex - Arsenal                                         | Viação Monte Cristo        | Viação Monte Cristo                      | Autoviária Paraense        | Autoviária Paraense                       |                            |                                      |
| 635             | CDP/Providência - Ver-o-Peso                            | Viação Monte Cristo        | Viação Monte Cristo                      | Viação Monte Cristo        | Autoviária Paraense                       |                            |                                      |
| 937             | Marituba - Ver-O-Peso (Cerâmica)                        | Viação Monte Cristo        | Viação Monte Cristo                      | Viação Monte Cristo        |                                           |                            |                                      |
| 305             | UFPA - Icoaraci                                         | Viação Monte Cristo        | Transurb/Viação Guajará/Viação Rio Guamá | Viação Monte Cristo        |                                           |                            |                                      |
| 442             | Ceasa - Ver-O-Peso                                      | Viação Monte Cristo        | Transportadora Arsenal                   |                            |                                           |                            |                                      |
| 908             | Paar - Ceasa                                            | Fênix Transportes          |                                          |                            |                                           |                            |                                      |
| 422             | Alcindo Cacela - Domingos Marreiros                     | Transportes Canadá         |                                          |                            |                                           |                            |                                      |
| 915             | Águas Lindas - Pátio Belém                              | Transportes Águas Lindas   |                                          |                            |                                           |                            |                                      |
| 916             | Águas Lindas - Ver-o-Peso                               | Transportes Águas Lindas   | Transportes Águas Lindas                 |                            |                                           |                            |                                      |

Nota: Todas as linhas na tabela acima possuem itinerários na avenida, mesmo que apenas um, então ao usar uma destas linhas informe-se se ela passa no trecho que você deseja.